# Turdus naumanni

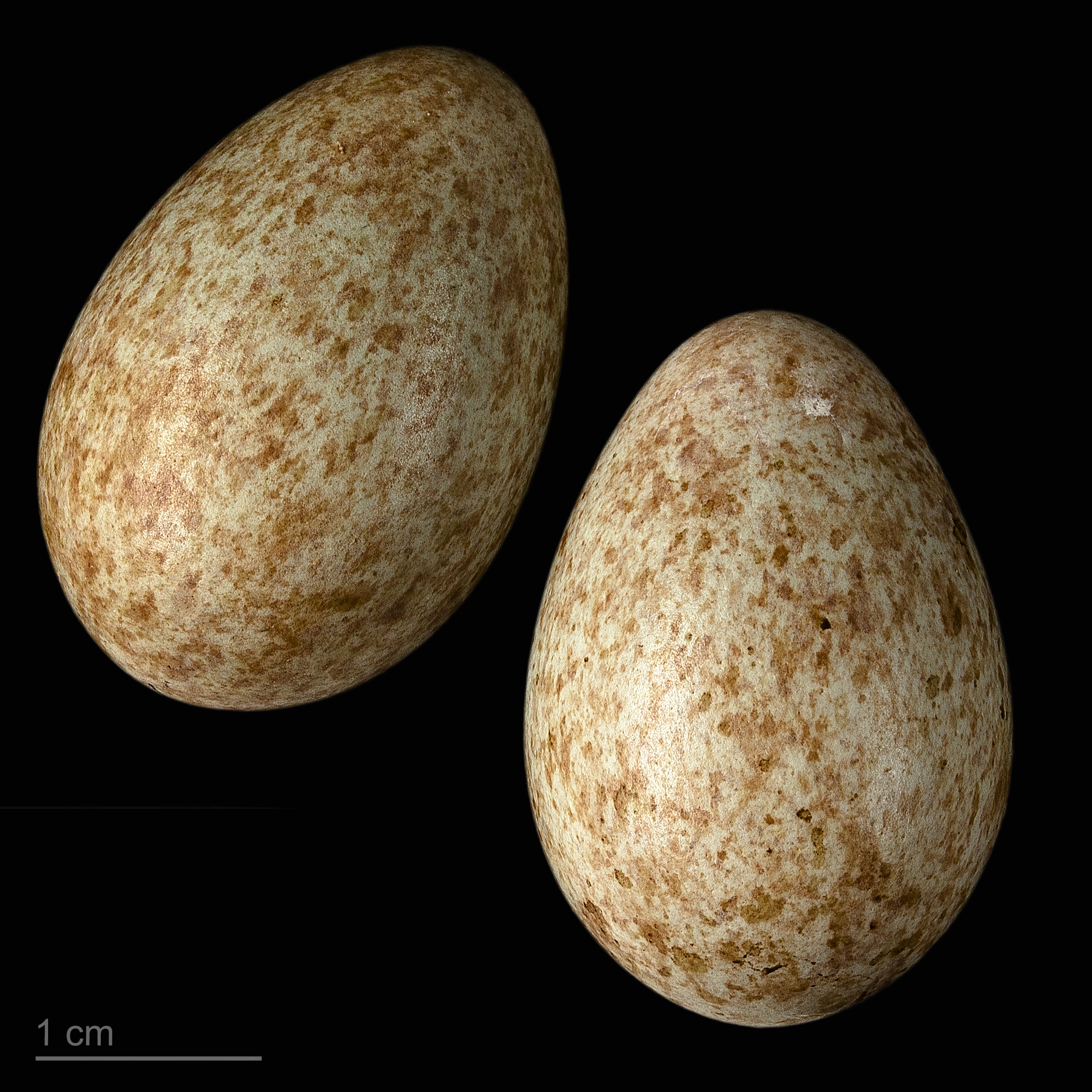
Turdus naumanni

Turdus naumanni là một loài chim trong họ Turdidae.